# Rifugio Angelo Alimonta
Il rifugio Angelo Alimonta è un rifugio situato nelle Dolomiti di Brenta, in Val Brenta Alta, Comune di Tre Ville, a 2.580 metri di altitudine.

## Caratteristiche
Situato presso gli Sfulmini, nel cuore del gruppo del Brenta, è raggiungibile da più vie dalla zona di Madonna di Campiglio, con la normale che passa per il sottostante rifugio Brentei. Di proprietà privata, è aperto solitamente da metà giugno a settembre, a seconda delle condizioni di innevamento, spesso molto abbondante data la vicinanza con il ghiacciaio.
È un importante punto di riferimento per la Via delle Bocchette.

## Accessi
Vi si può accedere:
- percorrendo il sentiero escursionistico 393 e 323 che sale dal rifugio Brentei, via che non presenta particolari difficoltà;
- dal sentiero delle Bocchette Alte (305A), che proviene dal rifugio Tuckett attraverso la Bocca del Tuckett (percorso impegnativo che necessita attrezzatura da ferrata);
- dalla ferrata delle Bocchette Centrali (305C) proveniente dal rifugio Pedrotti - Tosa, percorso anche questo impegnativo, esposto e che necessita di corredo da ferrata;
- dal sentiero attrezzato SOSAT, che proviene anch'esso dal rifugio Tuckett, ma passando a quota meno elevata e con minori difficoltà, per quanto sia sempre un sentiero da percorrere sempre con corredo da ferrata.

Vedretta degli Sfulmini

## Traversate
Per la sua posizione il rifugio costituisce un naturale punto di tappa sulla Via delle Bocchette, essendo situato a poca distanza dalla Bocca dei Armi, dalla quale si accede alla via ferrata delle Bocchette Centrali, e dalla Vedretta dei Brentei, dalla quale si snoda la via ferrata Olivia Detassis che conduce alla via ferrata delle Bocchette Alte. A quest'ultima via ferrata si può anche accedere dal sentiero che sale dall'Alimonta alla Bocca dei Armi, salendo alla Bocchetta di Molveno e poi alla Cima Molveno.
L'Alimonta può essere punto di partenza e arrivo di un percorso ad anello formato dalla ferrata delle Bocchette Alte e dal sentiero attrezzato SOSAT. Si tratta di un itinerario lungo e impegnativo, adatto a escursionisti esperti e allenati.